# Kurt Rupli
Kurt Rupli (* 16. August 1899 in Mannheim; † 24. März 1960 in Berlin) war ein deutscher Theaterschauspieler, Theaterdirektor, Spielfilm- und Dokumentarfilmregisseur, Drehbuchautor, Filmproduzent und Herstellungsleiter.

## Leben

### Herkunft und Kindheit
Geboren wurde Kurt Rupli als einziger Sohn des Schweizer Chorsängers Alexander Rupli (1868–1902) und Johanna Petzold (1876–1956) in Mannheim. Nach dem frühen Tod seines Vaters an den Folgen einer Schwindsucht prägte der Großvater mütterlicherseits, der Hofmusikus Karl Friedrich Petzold, den jungen Rupli. In dieser Zeit wurde sein Wunsch geweckt, Kapellmeister zu werden. Allerdings musste Rupli zunächst auf Wunsch seines Großvaters eine kaufmännische Lehre im Mannheimer Binnenhafen absolvieren, bevor er seinen künstlerischen Interessen nachgehen konnte.

### Ausbildung und erste Bühnenerfahrungen
Im Jahr 1916 begann Rupli seine Ausbildung an der Schauspiel- und Redekunstschule in Mannheim unter der Leitung von Paul Tietsch (1856–1932). Nach kurzer Zeit meldete er sich freiwillig zum Kriegsdienst im Ersten Weltkrieg und wurde an der Front zweimal an den Beinen verwundet. 1918 kehrte Rupli nach Mannheim zurück und erhielt Engagements am Nationaltheater Mannheim sowie am Heimatfronttheater Mannheim. Bereits in dieser frühen Phase seiner Karriere gründete er das Badische Volkskulturtheater, das es sich zur Aufgabe machte, kleinere Städte Badens mit anspruchsvollen Theateraufführungen zu versorgen.

### Karriere in den 1920er Jahren
In den Jahren 1919 bis 1927 arbeitete Rupli an Theatern in Mannheim, Heidelberg, Freiberg, Beuthen, Görlitz, Lindau, Meiningen und Fulda.
Er inszenierte klassische Werke wie:
- Friedrich Schillers Wilhelm Tell und Die Räuber,
- Medea von Euripides,
- Gerhart Hauptmanns Die Weber,
- Bertolt Brechts Trommeln in der Nacht,
- sowie Operetten und Lustspiele.[7]

Neben seiner inszenatorischen und schriftstellerischen Tätigkeit betätigte er sich 1920 als Hauptschriftleiter der kunstpädagogischen Programmschrift Beuthener Bühne und Mitarbeiter des Feuilletons der Ostdeutschen Morgenpost. 1921 wirkte er als Schauspieler am Landestheater Meiningen und übernahm 1922 für kurze Zeit die Leitung des Stadttheaters in Sonneberg. 1923 gründete er in Mannheim das Badische Volkskunsttheater und wurde 1924 Direktor des neuen Stadttheaters in Fulda.
Zusätzlich schrieb Rupli eigene Theaterstücke wie Caspar Hauser, Satanische Tugend und Das Ehegespenst. Im Jahr 1926 gründete er die Pfälzer Dialektbühne „Die Pelzer Krischer“, die sich dem Ziel verschrieb, den pfälzischen Humor deutschlandweit bekannt zu machen.

### Wechsel in die Filmbranche
Über ein Zeitungsinserat wurde Kurt Rupli 1929 auf das Stellenangebot der Emelka Theater AG München aufmerksam, die einen Theaterleiter für das Hansa-Theater am Hansaring in Köln suchten. Für die neue Aufgabe waren seine kaufmännische Ausbildung und seine künstlerisch inszenatorischen Erfahrungen von hoher Bedeutung.
In Köln leitete er drei Filmtheater: das Hansa-Theater im Hochhaus, das von dem Architekten Jacob Koerfer, der sich auf Geschäfts- und Bürohäuser spezialisiert hatte, „als das höchste Hochhaus Europas“ und das „schönste Kino Kölns“, erbaut wurde, die Schauburg und das 1929 eröffnete Capitol mit 2000 Plätzen.
„Das Capitol war der erste (und einzige) eigenständige Kino-Neubau der Emelka in Köln“. Im Capitol-Theater führte Rupli das Konzept ein, Varietévorführungen mit Filmvorstellungen zu kombinieren. Dies wurde in einer zeitgenössischen Rezension als innovative „Pflegestätte des künstlerischen Films“ beschrieben (Kölner Lokal-Anzeiger vom 18. Februar 1932). Im Capitol etablierte er Vorführungen von kurzen Operetten, Filmen, Kulturfilmen, Emelka Wochenschau und Ballett.
Auf dem Spielplan des Capitol standen 1932/33 u. a. Filme wie der französische Satirefilm Es lebe die Freiheit von René Clair, in dem soziale Missstände und die fortschreitende Technisierung thematisiert wurden, Schanghai Expreß, der US-amerikanische Abenteuer- und Liebesfilm von Josef von Sternberg und gleichzeitig einer der größten Filmerfolge für die Hauptdarstellerin Marlene Dietrich, Tabu, ein Abenteuerfilm, der 1930/31 von Friedrich Wilhelm Murnau auf Bora Bora und Tahiti gedreht wurde, oder auch Der Mann, den sein Gewissen trieb, ein US-amerikanisches Spielfilmdrama mit pazifistischer und völkerversöhnender Botschaft unter der Regie von Ernst Lubitsch. Des Weiteren Eine Stadt steht Kopf, eine deutsche Filmkomödie von Gustaf Gründgens nach der Komödie Der Revisor von Nikolai Gogol, oder Menschen im Hotel 1932 nach dem gleichnamigen Bühnenstück von Vicki Baum mit Starbesetzung von Greta Garbo, Joan Crawford und John Barrymore.
Zum vierjährigen Bestehen des Kölner Capitol resümierte Kurt Rupli am 8. März 1933 im Kölner Lokal-Anzeiger:
„Es war immer unser Bestreben den künstlerisch- und volkskulturell-wertvollen Film als Hauptbestandteil unseres Spielplanes zu pflegen. Selbstverständlich ist es schwieriger geworden, das Filmmaterial zu sondieren. Die Produktion befindet sich durch die wirtschaftlichen Verhältnisse in einem chaotischen Zustand, der ein nervöses Tasten nach allen möglichen und unmöglichen Filmsujets erzeugt hat.“
1932 ging die Emelka in Konkurs und fusionierte mit der Bavaria. Kurt Rupli übernahm aufgrund der Beziehung zur Familie Koerfer – die auf dem engen freundschaftlichen Verhältnis zwischen Kurt Rupli und dem Architekten Jacob Koerfer gründete – von 1932 bis 1934 die Oberleitung der Westdeutschen Theaterbetriebe des Koerfer-Konzerns in Köln, Düsseldorf, Dortmund und Aachen.
Zeit des Nationalsozialismus

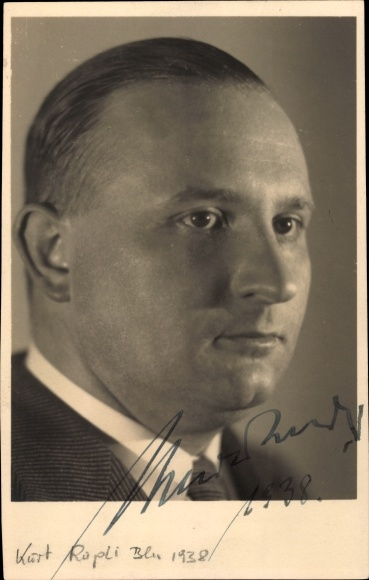
Künstlerkarte Kurt Rupli, 1938

Nach 1934 wollte Jacques Koerfer die Westdeutschen Theaterbetriebe aufgeben und mit Kurt Rupli in die Filmproduktion einsteigen, weshalb Rupli, der bereits 1933 in die NSDAP (Partei-Nr. 2.227.127) eingetreten war, um weiter im Filmbereich arbeiten zu können, nach Berlin zog. Seine Gedanken zu Film-Kunst und Lichtspielhaus veröffentlichte er fortan im Reichsfilmblatt und hielt Vorträge.
1934 übernahm Rupli den Posten des Produktionschefs der Rota Film AG in Berlin, wo er 1935 als Produktionsleiter, Regisseur, Drehbuchautor tätig war und wurde 1935 Geschäftsführer der Mars-Film GmbH. Im selben Jahr verfasste Rupli mit dem Manuskript zu Curt Oertels Pole Poppenspäler-Verfilmung seinen ersten Beitrag für eine Kinounterhaltungsproduktion und führte Regie im Kurzfilm Arena Humsti Bumsti, zu dem er auch das Drehbuch verfasste. 1937 entstand für die UFA der künstlerisch anspruchsvolle Kurzfilm von Rupli: Der Clown mit Paul Bildt und Maria Koppenhöfer in den Hauptrollen. Kurt Rupli schrieb das Drehbuch und führte Regie.
Ab 1937 stellte Rupli für die UFA vor allem Dokumentarfilme her, die bisweilen stark NS-propagandistischen Charakter besaßen, insbesondere Das Wort aus Stein (1939), eine ideologisch verbrämte Huldigung des nationalsozialistischen Bauprogramms. 1939 drehte er anlässlich des 50. Geburtstags Adolf Hitlers den Kurzfilm Parade und schuf 1940 einen kurzen Film über Nürnberg, der Stadt der Reichsparteitage. Ruplis regimeorientierte Produktionen erhielten regelmäßig zahlreiche Prädikate der NS-Regierung wie „künstlerisch wertvoll“, „kulturell wertvoll“ und „volksbildend“.

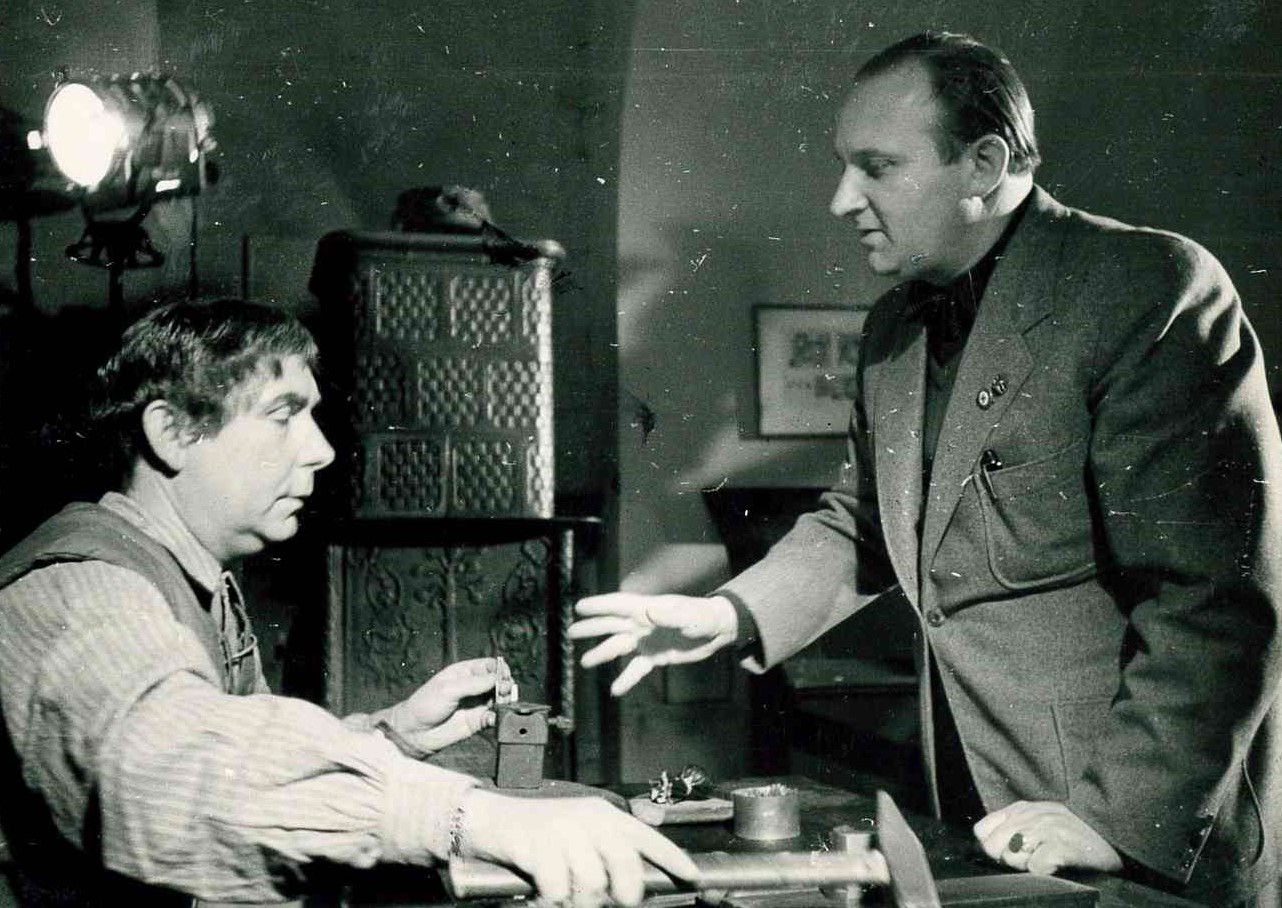
Kurt Rupli bei den Dreharbeiten zum Kulturfilm Die Schwarze Kunst des Johannes Gutenberg, 1940

Im April 1942 wurde Kurt Rupli Leiter der Kulturfilmabteilung der Prag-Film AG. In Prag widmete er sich vorrangig dem Kulturfilm und drehte Filme u. a. zu Johannes Gutenberg, Nikolaus Kopernikus oder 1944 Das Orchester sowie sein letztes Werk Rübezahls Reich.
Tereza Dvořáková schreibt zu Ruplis Tätigkeit bei der Prag-Film AG:
„Eine bedeutende Stellung im Kontext der Reichskinematographie erwarb die Kulturfilmabteilung der Prag-Film vor allem dank des persönlichen Einsatzes seines aktiven Leiters Kurt Rupli. Rupli war in der Firma von April 1942 bis Kriegsende tätig. Er stellte vor allem deutsche Filmschaffende an, zu seinen Mitarbeitern gehörten beispielsweise Dr. Günther Kulemeyer, Dr. F.B. Nier, das Team Horst Reidl und Ingeborg von Schüz, Viktor Borel u.a. (…) 1944 wurde die Abteilung laut der erhaltenen Korrespondenz stark in Mitleidenschaft gezogen, das ein Großteil der Filmschaffenden und Mitglieder des Stabs zur Armee eingezogen wurde. Daher übernahm Rupli einige Projekte selbst. Seine Funktion war nicht nur auf die Leitung der Abteilung beschränkt, sondern er war auch als Drehbuchautor, Regisseur und Cutter tätig.“
Kurt Rupli galt als Spezialist für den deutschen Kulturfilm und veröffentlichte einen programmatischen Aufsatz zur Thematik im Film-Kurier vom 23. Mai 1944 zum Thema Filmtheaterpublikum und Kulturfilm und einiges über die Gestaltungsgesetze, die für das Kulturfilmschaffen bestimmend sind.
Nachkriegszeit
Nach Kriegsende floh Rupli nach Hengersberg in Niederbayern. Aufgrund seiner filmischen Tätigkeit und seiner leitenden Stellung bei der Prag-Film AG musste er sich einem Entnazifizierungsprozess unterziehen. Rupli wurde 1947 bei der Spruchkammer Deggendorf als Mitläufer eingestuft und mit einer Sühne von 300 Reichsmark belegt.
Zwischen 1947 gründete er gemeinsam mit Schauspielern wie Friedrich Ulmer, Kaspar Sedelmeier und Albert Parsen die Münchner Neue Bühne in Traunstein. Aufgrund der Währungsreform am 20. Juni 1948 brachen die Besucherzahlen ein und die Theatergründung scheiterte.

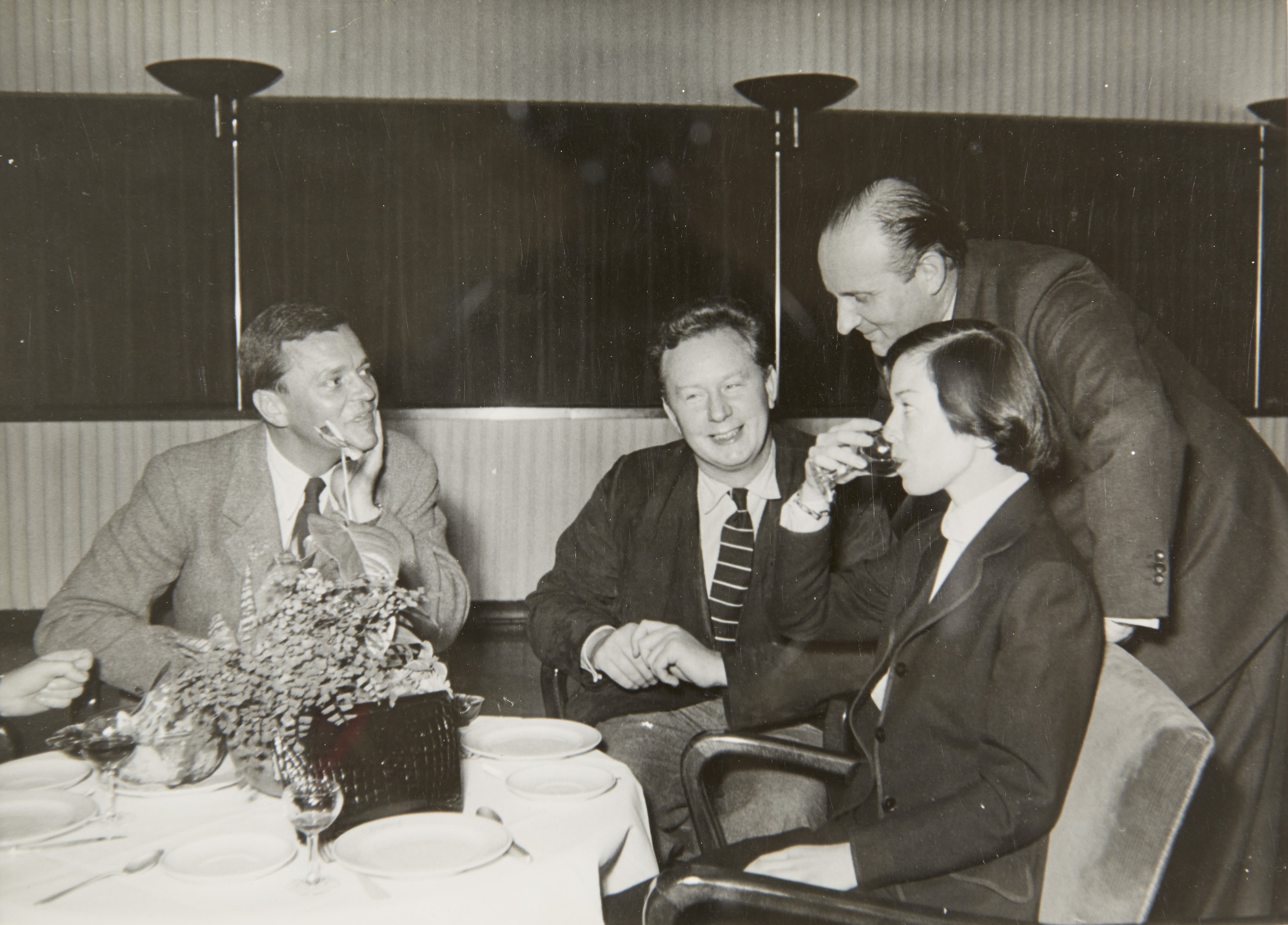
Kurt Rupli in einer Besprechung mit Peter van Eyck (li), 1955

1949 kehrte Kurt Rupli zur UFA zurück und leitete das Capitol-Theater im Westfalenhaus in Dortmund. Im November 1951 wurde er dann auch Leiter des Düsseldorfer Apollo-Theaters, eines mit 3000 Plätzen größten Theaters in Deutschland, wo Rupli das Konzept Bühnenschau mit Filmvorführung mit großem Erfolg realisierte.
Das Apollo-Theater wurde „Das Haus der Weltattraktionen“. Große Namen standen dort auf der Bühne, u. a. Josephine Baker, Marika Rökk, Zarah Leander, Caterina Valente, Heinz Erhardt, Hans Albers, aber auch Musiker wie Louis Armstrong, Duke Ellington, Chris Barber, Benny Goodman und aus dem Bereich der Klassik Wilhelm Furtwängler mit den Berliner Philharmonikern, Sir Thomas Beecham mit dem BBC Orchester London, Herbert von Karajan mit den Wiener Philharmonikern, das Orchester der Mailänder Scala unter Guido Cantelli. Daneben wurden Opern und Operetten aufgeführt, so 1956 Porgy and Bess mit Martha Flowers und Ethel Ayler. An Revuen kamen u. a. die Internationale Eisrevue, Kalanag und Gloria, die Pariser Lido Revue und die Friedrichstadt-Palast Revue zur Aufführung.

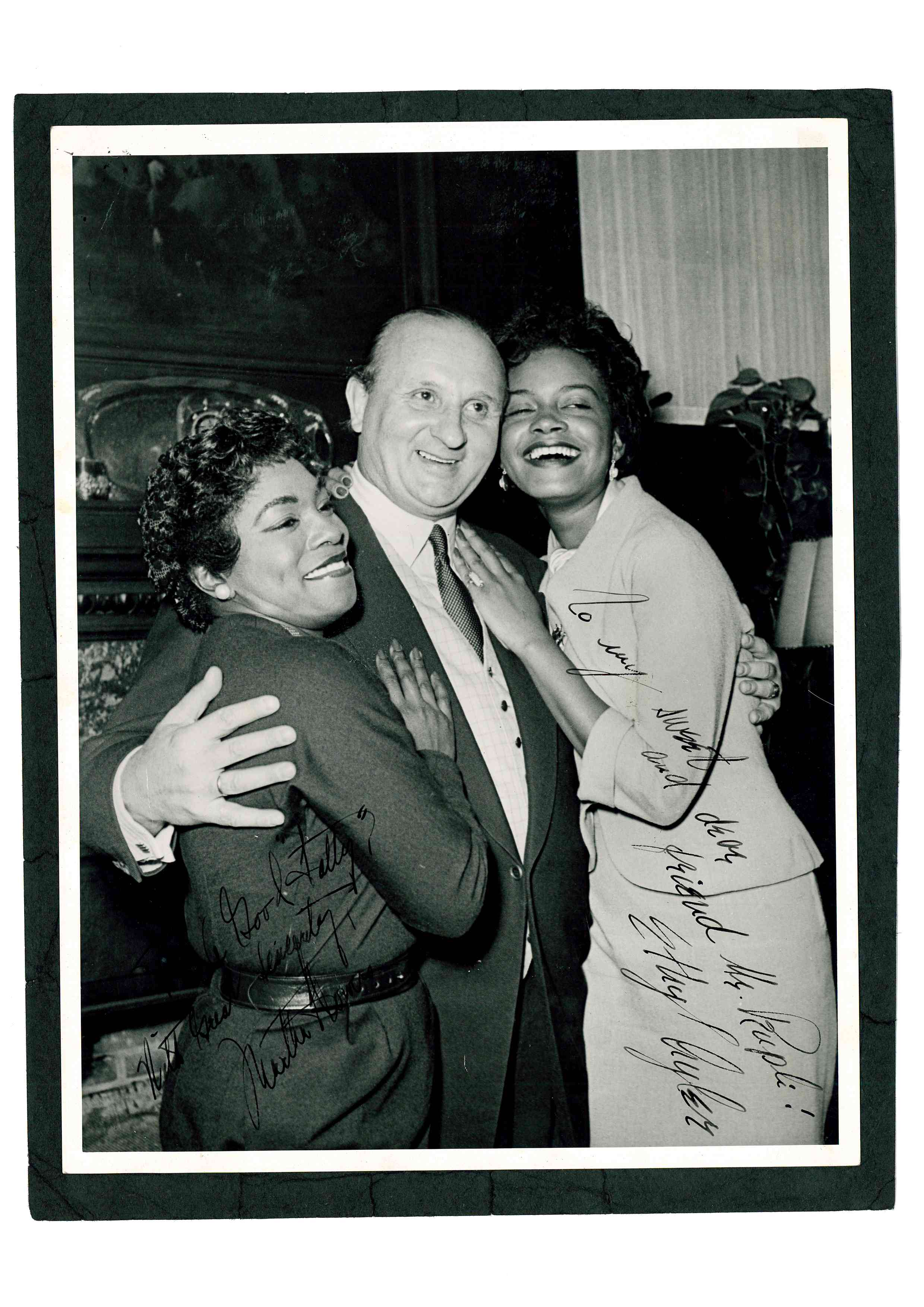
Kurt Rupli mit den Darstellerinnen Martha Flowers und Ethel Ayler von Porgy and Bess, Apollo-Theater Düsseldorf, 1956

Im Programmheft Nr. 6 vom 21. Juni 1957 zieht Kurt Rupli eine Bilanz seines Schaffens in Düsseldorf:
„4.531.012 Besucher sahen 244 Filme kombiniert mit einem Varieté-Programm, das 2566 Artisten aus 24 Nationen bei 855 Attraktionsnummern brachte. (…) Bei 42 Ur- und Erstaufführungen waren nahezu alle bekannten Filmstars Gäste unseres Hauses. (…) 1.996.668 Besucher sahen unsere Bühnenveranstaltungen. (…) Insgesamt wurde demnach nach sieben Jahren eine Besucherzahl von 6.901.049 erzielt (…)“.
Aufgrund seiner Verdienste wurde Kurt Rupli 1953 als Experte auf dem Gebiet des internationalen Varietés zum Vize-Präsidenten des Varieté-Theater Direktorenverbandes gewählt. Außerdem wurde er am 28. März 1957 zum Ehrenvorsitzenden des Internationalen Künstleragenten Verbandes ernannt.
Späte Jahre und Tod
1959 zog Rupli als Verwaltungsdirektor der UFA nach Berlin. UFA-Generaldirektor Arno Hauke hatte ihn zum Produktionschef berufen. Noch kurz vor seinem Tod hatte er Kontakt zu Erwin Piscator, um gemeinsame Projekte zu planen. Er starb im März 1960 an den Folgen einer Krebserkrankung. Seine Asche wurde auf dem Bergfriedhof in Heidelberg beigesetzt.

## Privates
Kurt Rupli war zweimal verheiratet und hatte drei Kinder. Seine Tochter Ruth Baumgarte wurde als Malerin und Illustratorin bekannt. 1927 heiratete er die Schauspielerin Antonia Faas (Künstlerinnenname: Toni Faas, * 1897, † 2001), die ihm fortan beruflich als Assistentin unterstützte.

## Filmografie
Bis 1937 Kurzfilme mit Spielhandlung, danach Kultur- und Dokumentarfilme:
- 1935: Pole Poppenspäler
- 1935: Das Grabmal des unbekannten Soldaten
- 1935: Arena Humsti Bumsti
- 1935/36: Das Hemd des Glücks
- 1936: Die unheimliche Helene
- 1936: Glück und Glas
- 1936: Unter dem Pantoffel
- 1936: Die fremde Hand
- 1937: Die Wunderkur
- 1937: Der Clown
- 1937: Der Musikant von Dornburg
- 1937: UFA-Geburtstagsfilm für Joseph Goebels
- 1938: Salzburg, die Festspielstadt
- 1939: Parade
- 1939: Notgemeinschaft Hinterhaus
- 1939: Das Wort aus Stein
- 1940: Nürnberg, die Stadt der Reichsparteitage
- 1940: Die Schwarze Kunst des Johannes Gutenberg
- 1940: Helfende Hände
- 1942: Posen, Stadt im Aufbau
- 1942: Oberschlesien
- 1942: Märkische Fahrt
- 1943: Nikolaus Kopernikus
- 1943: Deutsche Baustile
- 1943: Prager Barock
- 1943: Greif der Polizeihund
- 1943: Perpetuum Mobile
- 1943/44: Mehr Milch, mehr Fett
- 1944: Johann Gregor Mendel
- 1944: Das Orchester
- 1944: Rübezahls Reich